# Gymnoscelis solmafua
Gymnoscelis solmafua là một loài bướm đêm trong họ Geometridae.